# 割塚古墳 (大和郡山市)
割塚古墳（わりづかこふん）は、奈良県大和郡山市千日町にある古墳。形状は円墳。大和郡山市指定史跡に指定されている。

## 概要
| 古墳名         | 形状       | 築造時期      | 史跡       |
| -------------- | ---------- | ------------- | ---------- |
| 小泉大塚古墳   | 前方後円墳 | 3c末-4c初頭   | 県指定     |
| 富雄丸山古墳   | 円墳       | 4c後半        | なし       |
| 郡山新木山古墳 | 前方後円墳 | 4c末-5c初頭   | 陵墓参考地 |
| 六道山古墳     | 前方後円墳 | 5c末-6c初頭   | なし       |
| 小泉東狐塚古墳 | 前方後円墳 | 6c前半-中葉   | （消滅）   |
| 割塚古墳       | 円墳       | 6c前半-中葉   | 市指定     |
| 小泉狐塚古墳   | 円墳       | 6c後半-7c初頭 | （消滅）   |
| 笹尾古墳       | 円墳       | 6c末-7c前半   | なし       |

奈良盆地西縁、矢田丘陵東麓の台地先端部に築造された大型円墳である。古墳名は、墳丘中央部に南北に深い縦溝があったことに由来する。1968年（昭和43年）に宅地造成に伴う発掘調査が、2020年度（令和2年度）以降に測量・発掘調査が実施されている。
墳形は円形で、直径49メートル・高さ4.5メートルを測る。埋葬施設は片袖式の横穴式石室で、南方向に開口し、内部に刳抜式家形石棺を据える。調査では、棺内から鏡・垂飾付耳飾・玉類など、石棺周辺から馬具・挂甲・鉄鏃・須恵器などが出土しており、特に鏡・垂飾付耳飾という優品を伴う点で注目される。築造時期は古墳時代後期の6世紀前半-中葉頃と推定される。
古墳域は1978年（昭和53年）に大和郡山市指定史跡に指定されている。現在では石室は埋め戻され、史跡整備のうえで古墳公園として公開されている。

## 遺跡歴
- 1968年（昭和43年）、宅地造成に伴う発掘調査（奈良県立橿原考古学研究所、1969年に概要報告）。
- 調査後、宅地内の公園として整備（墳丘再整形）。
- 1978年（昭和53年）5月3日、大和郡山市指定史跡に指定。
- 2020年度（令和2年度）以降、再調査（大和郡山市）[3]。
  - 2020年度（令和2年度）、測量調査。
  - 2021-2022年度（令和3-4年度）、墳丘発掘調査。
  - 2023-2024年度（令和5-6年度）、石室内再調査。

## 埋葬施設

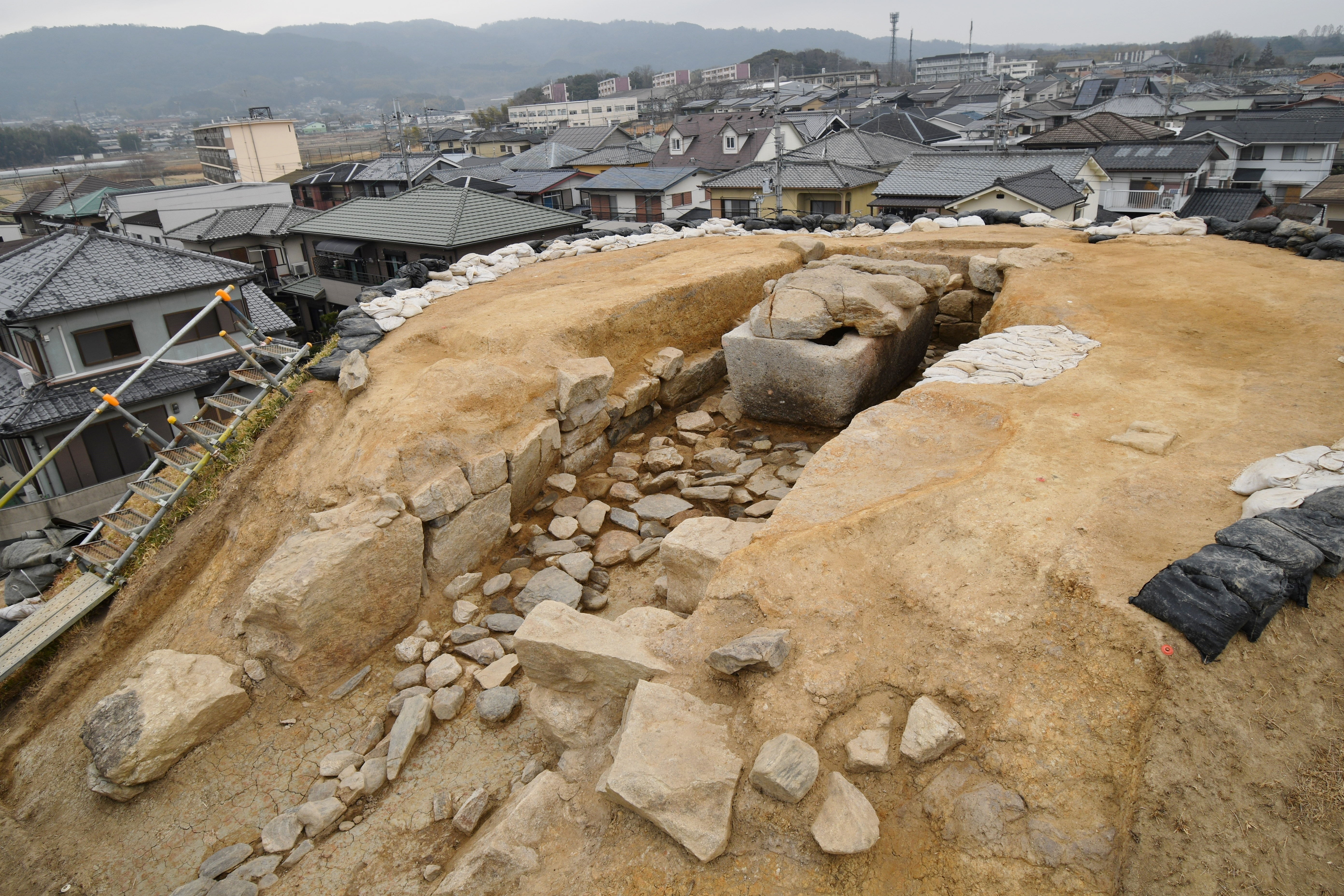
石室2025年現地説明会時。

埋葬施設としては片袖式横穴式石室が構築されており、南方向に開口した（現在は埋め戻し）。石室の規模は次の通り。
- 石室全長：13.6メートル
- 玄室：長さ6.6メートル、幅3メートル
- 羨道：長さ7メートル、幅1.5メートル

石室上半部は失われており、調査では下半部の石積みのみが検出されている。玄室床面には、石を敷いたうえで中央やや北寄りに刳抜式家形石棺を据える。また羨道では、中央に排水溝が構築されている。
玄室内の凝灰岩製の刳抜式家形石棺は、長さ2.7メートル・幅1.4メートル・高さ1.4メートルを測る。調査では、棺内から鏡・垂下式耳飾・切子玉などが、石棺周辺から馬具・挂甲・鉄鏃・須恵器などが出土している。

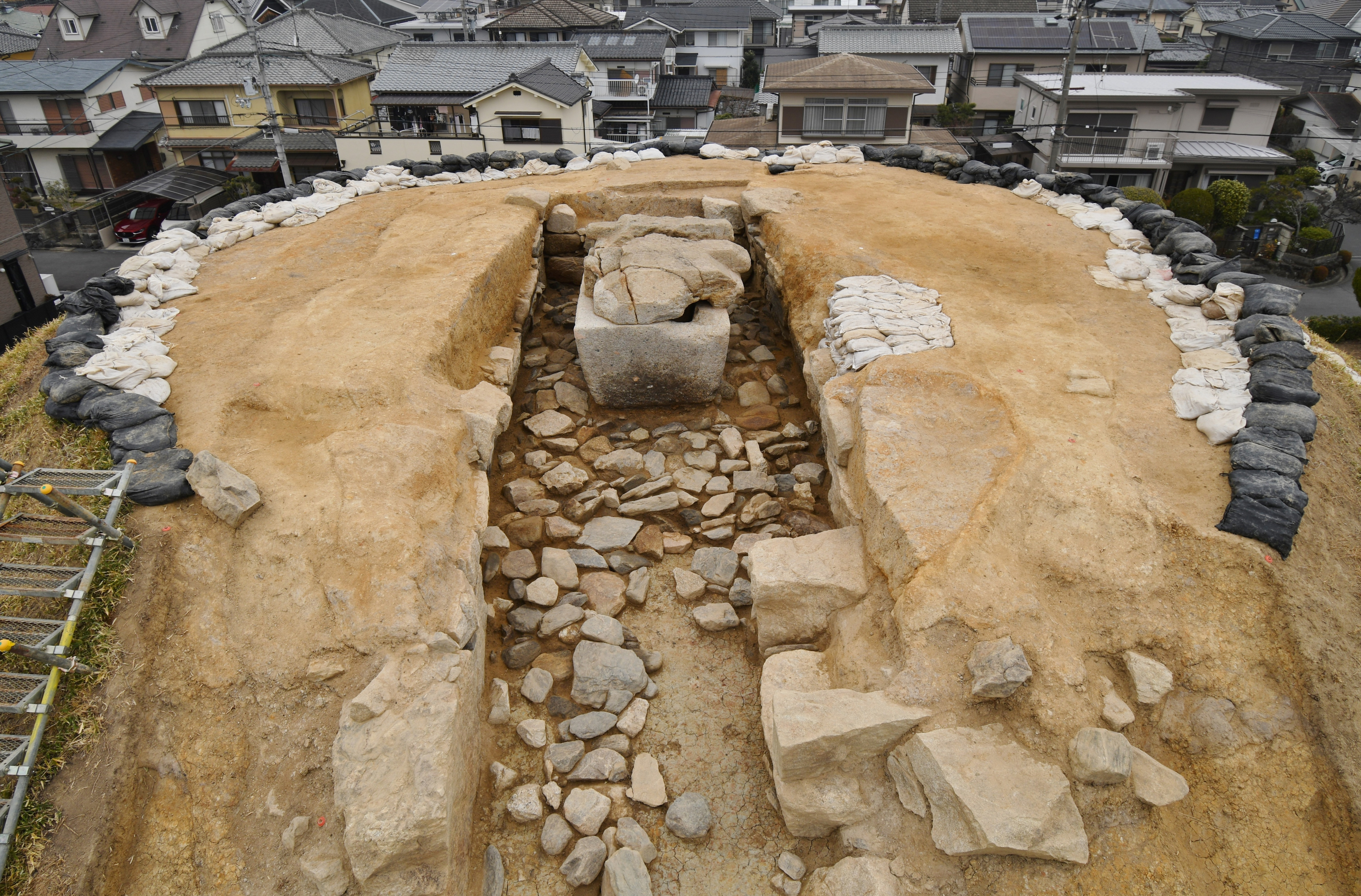
石室 2025年現地説明会時。

- 石室
2025年現地説明会時。

## 出土品
1968年（昭和43年）の調査で出土した副葬品は次の通り。
- 棺内
  - 銅鏡 1 - 獣首神獣鏡。
  - 垂飾付耳飾 2対
  - 玉類
    - 水晶製切子玉 35
    - 碧玉製管玉 11
    - 埋木製棗玉・切子玉 5
    - ガラス小玉 10
- 棺外
  - 鉄鏃
  - 挂甲小札
  - 馬具
    - 花弁形杏葉
    - ｆ字形鏡板付轡
    - 鞍金具

  - 須恵器
- その他
  - 捩り環頭
  - 埴輪 - 不明形象埴輪。
  - 弥生土器

## 文化財

### 大和郡山市指定文化財
- 史跡
  - 割塚古墳 - 1978年（昭和53年）5月3日指定（市史第4号）。

## 関連施設
- 奈良県立橿原考古学研究所附属博物館（橿原市畝傍町） - 割塚古墳の出土品を保管・展示。

## 関連文献
（記事執筆に使用していない関連文献）
- 小島俊次「割塚古墳の調査（概要）」『青陵』第14号、橿原考古学研究所、1969年、2頁。